# 吉伯纳赫
吉伯纳赫（德語：Giebenach）是瑞士巴塞爾鄉村州的一个市镇，位於該國北部，面積1.34平方公里，海拔高度319米，截至2018年12月31日总人口为1,055人。

## 外部連結
- Official website （页面存档备份，存于） （德文）